# Pallas (Aeneis)
Pallas ist eine Schlüsselfigur im Epos Aeneis des römischen Dichters Vergil. Er ist dort der Sohn des Arkaderkönigs Euandros und dessen Frau Amata und führt die mit Aeneas verbündeten Truppen der Arkader im Kampf gegen den Rutulerkönig Turnus. Er tut sich durch große Taten im Kampf gegen den Etrurerprinzen Lausus hervor. Pallas stirbt im ungleichen Zweikampf gegen Turnus, der den sterbenden Pallas verhöhnt und dessen Wehrgehenk raubt. Dieses Wehrgehenk wird Turnus im Zweikampf mit Aeneas am Schluss des Epos zum Verhängnis, da Aeneas beim Anblick von Pallas’ Waffengürtel sein anfängliches Mitleid unterdrückt und Turnus tötet.